# Schlacht bei Sirmium
In der Schlacht bei Sirmium besiegte am 8. Juli 1167 das byzantinische Heer unter Andronikos Kontostephanos das ungarische Heer unter Dénes, Graf von Bács. Dadurch musste Ungarn im Frieden von Belgrad Dalmatien und Kroatien abtreten.

## Vorgeschichte
In den 1150er und 1160er Jahren hatte das Königreich Ungarn seine Macht auf dem Balkan ausgedehnt und Dalmatien und Kroatien annektiert. Die ungarische Expansion bedrohte die Machtstellung des byzantinischen Kaisers Manuel I. Komnenos auf dem Balkan.
Nachdem diplomatische Versuche, die ungarische Königsfamilie an das Byzantinische Reich zu binden, keinen Erfolg gehabt hatten, sandte der Kaiser sein Heer gegen die Ungarn.

## Ablauf
Im Sommer 1167 stellte das byzantinische Heer unter Führung des Oberkommandeurs des byzantinischen Landheeres, Andronikos Kontostephanos, das ungarische Heer bei Sirmium am Fluss Save.
Laut dem Historiker John Haldon war das byzantinische Heer, die Save in einigem Abstand im Rücken, wie folgt aufgestellt: Türkische und kumanische berittene Bogenschützen sowie einige westliche Ritter, allesamt Söldner, bildeten die Vorhut. Im Zentrum befand sich Andronikos Kontostephanos selbst sowie die kaiserliche Gardetruppe, einschließlich der Warägergarde und lombardischen Söldnern (Hetaireiai genannt, wahrscheinlich Lanzenreiter), außerdem Verbündete, nämlich gepanzerte serbische Fußsoldaten und walachische Reiterei. Auf dem linken Flügel standen reguläre byzantinische und verbündete Einheiten. Den rechten, von Andronikos Lampardas geführten Flügel bildeten byzantinische Elitetruppen und deutsche Söldner, zusammen mit einigen türkischen Einheiten. Hinter den Flügeln waren, der üblichen byzantinischen Taktik folgend, weitere Einheiten positioniert, um die Flanken zu sichern und ggf. den Feind zu umfassen, falls sich die Gelegenheit böte. Hinter dem Zentrum bildeten gepanzerte Infanterie und Bogenschützen, teils türkischer Herkunft, eine Reserve.
Die Ungarn, die von Dénes, dem Grafen von Bács, angeführt wurden, stellten sich in einer einzigen breiten Linie auf, die im Wesentlichen aus Kavallerie bestand, welche stets die Schlagkraft des ungarischen Heeres ausmachte. Byzantinische Quellen berichten von zusätzlicher ungeordneter Infanterie im Zentrum und hinter der Kavallerie, doch vermutlich deuteten sie den ungarischen Tross mit Stallburschen und Dienern als solche fehl.
Die Schlacht wurde von byzantinischen Plänklern eröffnet, die das ungarische Heer dazu verleiten sollten, vorzustürmen, wovor die Plänkler rechtzeitig zurückweichen würden. Diese Absicht gelang und die Ungarn stürmten auf breiter Front vor. Vom byzantinischen linken Flügel floh etwa die Hälfte der Soldaten über die Save, wo sie sich erneut formierten. Das byzantinische Zentrum und der rechte Flügel hielten dem ungarischen Ansturm aber stand. Daraufhin stieß der byzantinische rechte Flügel in einem Gegenangriff vor. Diesem schloss sich der regruppierte Teil des linken Flügels der Byzantiner an und drängte die Ungarn auf der linken Flanke ebenfalls zurück. Nun stürmte Andronikos Kontostephanos mit dem Zentrum vor und ließ auch die Reserve auf breiter Front angreifen. Die schwer bedrängten Ungarn erkannten ihre aussichtslose Lage und wendeten sich bald zur Flucht.

## Folgen
König Stephan III. von Ungarn musste die Byzantiner daraufhin um Frieden bitten. Im Frieden von Belgrad wurden Dalmatien und Kroatien ans Byzantinische Reich abgetreten, außerdem musste Ungarn Tribut entrichten und Geiseln zur Absicherung des Friedensvertrages stellen. Manuel I. hatte damit die Nordgrenze seines Reiches auf dem Balkan gesichert. Er konnte damit auch die wichtigen Donaufestungen Belgrad und Golubac an sich bringen, die er erneuern ließ.